# Пентафторпиридин
Пентафторпиридин — органическое вещество, перфторпроизводное пиридина, бесцветная жидкость. Представляет интерес в органическом синтезе как субстрат для получения необычных замещённых пиридиновых систем.

## Получение
В начале 1960-х гг. был опубликован метод синтеза пентафторпиридина из пентахлорпиридина и фторида калия.

## Химические свойства
Химия пентафторпиридина основана на наличии пяти атомов фтора, которые делают ароматическое кольцо электронодефицитным и благодаря этому способны замещаться под действием нуклеофилов, хотя радикальные реакции для пентафторпиридина также известны.
Для пентафторпиридина описан широкий ряд реакций замещения под действием кислородсодержащих, азотсодержащих, углеродсодержащих, литийорганических, енаминовых нуклеофилов, реактивов Гриньяра и других нуклеофилов. Основным местом монозамещения в пентафторпиридине является положение 4. Этому факту предложены объяснения, в том числе такое, согласно которому атомы фтора в орто-положении к месту атаки являются активирующими, а атом фтора в пара-положении к месту атаки является слегка дезактивирующим. Соответственно, именно атака в положение 4 наиболее выгодна, поскольку активация атомами фтора в этом случае максимальна. Общее правило нарушается лишь в случае атаки натриевыми солями оксимов: благодаря координации по атому азота происходит также орто-замещение.
В принципе, возможно замещение всех атомов фтора в пентафторпиридине, что даёт доступ к продуктам последовательного замещения этих атомов. Так, получены производные, в которых замещены атомы фтора в орто- и пара-положениях. Тиоляты замещают все пять атомов фтора. Получены системы с пятью разными заместителями: для их синтеза использовались не только реакции нуклеофильного замещения, но и реакции кросс-сочетания.